# Laura Angel
Laura Angel (República Checa, 16 de octubre de 1974) es una actriz pornográfica, directora y cantante checa.
Debutó en la industria en 1998 y según la Internet Adult Film Database (IAFD),  participó como actriz en 197 películas entre 1998 y 2005, y dirigió 5 de ellas entre 2002 y 2004.
En 2002 incursionó en la producción y dirección de cine con la saga Angelmania, la cual cuenta con cinco entregas. También se adentró en el mundo de la música con el tema “In my dreams”, en colaboración con Sway; sus películas más notorias son Rocco Ravishes Prague 1; Weltklasse Arsche 1 y 2; Liebesgruesse Aus Mallorca; Sex Shot y Triple X Files 11: Enjoy Jennifer.
Habla varios idiomas, entre ellos inglés, francés, alemán, checo y eslovaco. Actualmente tiene pareja y un hijo, vive en la ciudad de Pielsen, en República Checa, trabaja como agente inmobiliario.

## Premios
- 2000 Hot D'Or – Best European Actress[2]
- 2001 FICEB Ninfa – Best Lesbian Scene – La Provocación[3]
- 2002 FICEB Ninfa – Best Actress – Angelmania - Interselección[3]
- 2003 Venus Award – Best New Starlet Female Europe[4]

## Productora, directora y actriz
- Angelmania 1 (2002)
- Angelmania 2 (2002)
- Angelmania 3 (2003)
- Angelmania 4 (2003)
- Angelmania 5 (2004)

## Filmografía
| Título (película)                                    | Director                                  | Año  | Productora               | Tipo        |
| 00Sex: Es ist niemals zu spät                        | Fernando H.                               | 1998 | Multi Media Verlag       | Original    |
| Anal Party Girls                                     | Desconocido                               | 1998 | Heatwave                 | Original    |
| Bologna una serata libidinosa                        | Desconocido                               | 1998 | Stars Pictures           | Original    |
| Debauchery 1                                         | Erik Everhard                             | 1998 | Diabolic Video           | Original    |
| Der junge Casanova                                   | Fernando H.                               | 1998 | Multi Media Verlag       | Original    |
| Dirty Days 6                                         | Yves Baillat                              | 1998 | Blue Coyote              | Original    |
| Dr. F. Otze 4                                        | Harry S. Morgan                           | 1998 | Multi Media Verlag       | Original    |
| Dr. F. Otze 6                                        | Harry S. Morgan                           | 1998 | Multi Media Verlag       | Original    |
| Euro Angels 12: Probing Prague                       | Christophe Clark                          | 1998 | Evil Angel               | Original    |
| Intrigo a Cortina                                    | Joe D’Amato                               | 1998 | EPM                      | Original    |
| Jeannie 1                                            | Paul Rusch                                | 1998 | Multi Media Verlag       | Original    |
| Luxus Huren                                          | Moli                                      | 1998 | Magma                    | Original    |
| Night Life in Prague                                 | Roy Alexandre                             | 1998 | Pleasure Productions     | Original    |
| Oversexed Video Magazine 2                           | Desconocido                               | 1998 | Nu-Tech Digital          | Original    |
| Pirate Deluxe 1: Xtreme Desires                      | Frank Thring                              | 1998 | Private Media Group      | Original    |
| Pirate Video 12: Hell's Belles                       | Frank Thring                              | 1998 | Private Media Group      | Original    |
| Private Triple X Files 11: Jennifer                  | Pierre Woodman                            | 1998 | Private Media Group      | Original    |
| Rocco Ravishes Prague 1                              | Rocco Siffredi                            | 1998 | Evil Angel               | Original    |
| Silvia's Spell 1                                     | Frank Thring                              | 1998 | Maximum                  | Original    |
| Silvia's Spell 2                                     | Frank Thring                              | 1998 | Maximum                  | Original    |
| Silvia's Spell 3                                     | Frank Thring                              | 1998 | Maximum                  | Original    |
| Teeny Exzesse 55: Bizarre Visionen                   | Backey Jakic                              | 1998 | Videorama                | Original    |
| Valentino's Sexual Reality 2                         | Al Spencer                                | 1998 | Pleasure Productions     | Original    |
| Wild ’n’ Wet                                         | Helen Duval                               | 1998 | Pleasure Productions     | Original    |
| Arabic Connection                                    | Manfred Güsmer                            | 1999 | Venus Video              | Original    |
| Babewatch 3                                          | Max Bellocchio                            | 1999 | Multi Media Verlag       | Original    |
| Böse Mädchen 15                                      | Desconocido                               | 1999 | Multi Media Verlag       | Original    |
| Cacciatori di Taglie                                 | Nicky Ranieri                             | 1999 | Salieri Entertainment    | Original    |
| Carovana della violenza                              | Giancarlo Bini                            | 1999 | Salieri Entertainment    | Original    |
| Cronaca di un omicidio                               | Max Bellocchio                            | 1999 | Showtime                 | Original    |
| Dangerous Woman                                      | Desconocido                               | 1999 | DBM Video                | Original    |
| Das kleine Arschloch 2                               | Jean-Yves Le Castel                       | 1999 | Multi Media Verlag       | Original    |
| Diabolische Geschwister                              | Fernando H. (Hillman)                     | 1999 | Multi Media Verlag       | Original    |
| Die Braut                                            | Fernando H. (Hillman)                     | 1999 | Multi Media Verlag       | Original    |
| Donne gatto – Ladre di sesso                         | Patrick Deauville                         | 1999 | FM Video                 | Original    |
| Engel von Afrika                                     | Basil Sandford                            | 1999 | DBM Video                | Original    |
| Euro Angels 13: Fun Funnels                          | Christophe Clark                          | 1999 | Evil Angel               | Original    |
| Euro Angels Hardball 3: Anal Therapy                 | Christophe Clark                          | 1999 | Evil Angel               | Original    |
| Ferkel 2                                             | Jean-Yves Le Castel                       | 1999 | Multi Media Verlag       | Original    |
| Festival                                             | Silvio Bandinelli                         | 1999 | Showtime                 | Original    |
| Fucking in Europe                                    | Desconocido                               | 1999 | New Sensations           | Original    |
| Inferno                                              | Mario Salieri                             | 1999 | Moonlight Video          | Original    |
| Lingerie                                             | Jürgen Wolf (Michael D'Angelo)            | 1999 | Tip Top (IFG)            | Original    |
| Machos                                               | Fred Coppula                              | 1999 | Blue One                 | Original    |
| Max World 19: Cities on Flame                        | Desconocido                               | 1999 | Legend Video             | Compilación |
| Please 4: It's a Dog's Life                          | John Stagliano                            | 1999 | Evil Angel               | Original    |
| Private XXX 6                                        | Pierre Woodman                            | 1999 | Private Media Group      | Compilación |
| Rio Lust (también conocida como Lussuria/Hardissimo) | Joe D'Amato                               | 1999 | FilmMaster (FM)          | Original    |
| Rocco's True Anal Stories 5                          | Rocco Siffredi                            | 1999 | Evil Angel               | Original    |
| Schiava del Piacere                                  | Giancarlo Bini                            | 1999 | Salieri Entertainment    | Original    |
| Schizzi a parte                                      | Enzo Gallo (Steve Morelli)                | 1999 | FM Video                 | Original    |
| Sex Shot                                             | Antonio Adamo                             | 1999 | Moonlight Video          | Original    |
| Sexy Model 3                                         | Andrea Lucci                              | 1999 | Pink’O                   | Original    |
| Superstition                                         | Anita Rinaldi                             | 1999 | Vivid                    | Original    |
| Tease                                                | (compilación Private)                     | 1999 | Private Media Group      | Compilación |
| Il Tiranno (Tiranno)                                 | Jack Crawler (Enzo Gallo)                 | 1999 | Showtime                 | Original    |
| Trevi Voyeur                                         | Marco Trevi                               | 1999 | Showtime                 | Original    |
| Weltklasse Ärsche 1                                  | Jean-Yves Le Castel                       | 1999 | Multi Media Verlag       | Original    |
| Weltklasse Ärsche 2                                  | Jean-Yves Le Castel                       | 1999 | Multi Media Verlag       | Original    |
| World Sex Tour 18                                    | Christopher Clark                         | 1999 | Anabolic Video           | Original    |
| Affari di famiglia                                   | Giancarlo Bini                            | 2000 | Salieri Entertainment    | Original    |
| Arsenio Lupin                                        | Luca Damiano (Franco Lo Cascio)           | 2000 | In-X-Cess                | Original    |
| Ball Buster                                          | Fred Coppula                              | 2000 | Blue One                 | Original    |
| Bambola                                              | Silvio Bandinelli                         | 2000 | Showtime                 | Original    |
| La Banda del sabato sera                             | Giancarlo Bini                            | 2000 | Salieri Entertainment    | Original    |
| Buttman’s Anal Show 2                                | John Stagliano                            | 2000 | Evil Angel               | Original    |
| Challenge                                            | Jörgen Wolf                               | 2000 | Helen Duval Ent.         | Original    |
| Collezione privata                                   | Max Bellocchio                            | 2000 | Showtime                 | Original    |
| Il Confine (Confine)                                 | Silvio Bandinelli                         | 2000 | Showtime                 | Original    |
| Czech Xtreme 1                                       | Morris Magli                              | 2000 | Zane Entertainment       | Original    |
| Dirty Deals                                          | Alain Payet                               | 2000 | Wicked Pictures          | Original    |
| Doom Fighter 1: Trip to Zolt's World                 | J.F. Romagnoli                            | 2000 | FM Video                 | Original    |
| Doom Fighter 2: Apoteosi Finale                      | J.F. Romagnoli                            | 2000 | FM Video                 | Original    |
| Double Decker                                        | Desconocido                               | 2000 | Future Video             | Original    |
| Euro Anal Sluts 1                                    | Jean-Yves Le Castel                       | 2000 | VCA (Metro)              | Original    |
| Feticismo                                            | Melissa Barth                             | 2000 | FM Video                 | Original    |
| Gothix                                               | José M. Ponce                             | 2000 | IFG (International Film) | Original    |
| Hayride Honeys                                       | Desconocido                               | 2000 | Vivid                    | Original    |
| Italian Flair                                        | Antonio Adamo                             | 2000 | Private Media Group      | Original    |
| K.K.K.: Storie violente dell’America di ieri         | Mario Bianchi (Nicholas Moore)            | 2000 | FM Video                 | Original    |
| Liebesgrüße aus Mallorca!                            | No acreditado                             | 2000 | Multi Media Verlag       | Original    |
| Mafia's Revenge                                      | Jörgen Wolf (Michael D'Angelo)            | 2000 | Salieri Ent.             | Original    |
| Manuela: Il mistero della perversione                | Patrick Deauville                         | 2000 | Pink’O                   | Original    |
| Millennium Sex                                       | Morris Magli                              | 2000 | Boss Film                | Original    |
| Napoli                                               | Mario Salieri                             | 2000 | Salieri Entertainment    | Original    |
| Netmeeting                                           | Manfred Güsmar                            | 2000 | IFG (Helen Duval)        | Original    |
| Onora il padre                                       | Monica Timperi (Frank Simon)              | 2000 | Pink’O                   | Original    |
| Polizia Ringrazia                                    | Silvio Bandinelli (Frank Simon)           | 2000 | Showtime                 | Original    |
| Private Castings X 25                                | Pierre Woodman                            | 2000 | Private Media Group      | Compilación |
| Private XXX 12: Sex, Lust and Video-Tapes            | Antonio Adamo                             | 2000 | Private Media Group      | Compilación |
| Rocco's Best Butt Fucks 1                            | Rocco Siffredi                            | 2000 | Evil Angel               | Compilación |
| Serena la camionista                                 | Giancarlo Bini (Jack Crawler)             | 2000 | Salieri Entertainment    | Original    |
| Stavros 2                                            | Mario Salieri                             | 2000 | Salieri Entertainment    | Original    |
| Thighs Wide Shut                                     | Enzo Gallo (Steve Morelli)                | 2000 | Showtime                 | Original    |
| Un Weekend molto libidinoso                          | Francesco Avon                            | 2000 | Stars Pictures           | Original    |
| Car Napping (Die Rivalin, alt.)                      | Alain Payet                               | 2001 | Multi Media Verlag       | Original    |
| Cumshot de Luxe 2 – Creme de la Creme                | Varios (comp. Private)                    | 2001 | Private Media Group      | Compilación |
| Entrapment of the Mind                               | Silvio Bandinelli                         | 2001 | Jill Kelly Productions   | Original    |
| Excitant Eye Shot                                    | D. Salvo (Salvatore Di Liberto)           | 2001 | Moonlight Video          | Original    |
| G-Man: Tempesta perfetta                             | Axel Braun                                | 2001 | EPM                      | Original    |
| Impulse                                              | Giò Ferrari                               | 2001 | Universal Production     | Original    |
| Labyrinth of the Senses                              | Bruno Olivieri                            | 2001 | Jill Kelly Productions   | Original    |
| Lola e il professore                                 | Luca Damiano (Franco Lo Cascio)           | 2001 | Salieri Ent.             | Original    |
| Max 2                                                | Fred Coppula & Ian Scott                  | 2001 | Blue One                 | Compilación |
| Night Shock                                          | Silvio Bandinelli                         | 2001 | Boss Film                | Original    |
| Over Anal-yzed (alt. Sexo en el diván)               | Dani Rodríguez                            | 2001 | IFG (International Film) | Original    |
| Perfidia: Pretty Lady                                | Giancarlo Bini                            | 2001 | Salieri Entertainment    | Original    |
| Private Life of Nikki Anderson                       | — (compilatorio Private)                  | 2001 | Private Media Group      | Compilación |
| Private Life of Silvia Saint                         | — (compilatorio Private)                  | 2001 | Private Media Group      | Compilación |
| Probing Prague (Odyssey)                             | Desconocido                               | 2001 | Odyssey                  | Original    |
| Pulp                                                 | Silvio Bandinelli                         | 2001 | Showtime                 | Original    |
| Puttane di Parigi                                    | Giancarlo Bini                            | 2001 | Salieri Entertainment    | Original    |
| La Regina della notte                                | J.F. Romagnoli                            | 2001 | Gold Pictures            | Original    |
| Rocco's Reverse Gang Bang 1                          | Rocco Siffredi                            | 2001 | Evil Angel               | Original    |
| Roma                                                 | D. Salvo (Salvatore Di Liberto)           | 2001 | Moonlight Video          | Original    |
| Angelmania 1 (dirigida y protagonizada)              | Laura Angel                               | 2002 | Metro / Gonzo Video      | Original    |
| Angelmania 2 (dirigida y protagonizada)              | Laura Angel                               | 2002 | Metro / Gonzo Video      | Original    |
| Emotion                                              | (dirigida por Laura Angel bajo seudónimo) | 2002 | Pure Play Media          | Original    |
| Hypnotic Games (o Infamia)                           | D. Salvo (Salvatore Di Liberto)           | 2002 | Capital Film             | Original    |
| Private Gold 52: China Box                           | Antonio Adamo                             | 2002 | Private Media Group      | Original    |
| Top Models à louer                                   | Philippe Dean                             | 2002 | Blue One                 | Original    |
| Verdammt zur Sünde                                   | Backey Jakic                              | 2002 | Multi Media Verlag       | Original    |
| Vita in vendita                                      | Andrea Nobili                             | 2002 | Showtime                 | Compilación |
| Angelmania 3 (dirigida y protagonizada)              | Laura Angel                               | 2003 | Metro / Gonzo Video      | Original    |
| Angelmania 4 (dirigida y protagonizada)              | Laura Angel                               | 2003 | Metro / Gonzo Video      | Original    |
| Call Girls Deluxe                                    | Alain Payet                               | 2003 | Wicked Pictures          | Original    |
| Cleopatra 1 (Private Gold 61)                        | Antonio Adamo                             | 2003 | Private Media Group      | Compilación |
| Cleopatra 2: The Legend of Eros (Private Gold 64)    | Antonio Adamo                             | 2003 | Private Media Group      | Original    |
| Contacts (Sacro e profano, alt.)                     | Salvatore Di Liberto (D. Salvo)           | 2003 | Moonlight Video          | Original    |
| Paparazzi Scandal (Scandale)                         | Fred Coppula                              | 2003 | H2 Video                 | Original    |
| Private Life of Laura Angel                          | Antonio Adamo et al.                      | 2003 | Private Media Group      | Compilación |
| Rocco and Kelly's Perversion in Paris                | Rocco Siffredi                            | 2003 | Evil Angel               | Original    |
| Rocco's Hardest Scenes                               | Rocco Siffredi                            | 2003 | Evil Angel               | Compilación |
| Seduced and Abandoned (Seducida y abandonada)        | Pete Collins (Catman)                     | 2003 | Interselección S.L.      | Original    |
| Il Settimo Paradiso (7ème Ciel, alt.)                | Salvatore Di Liberto (D. Salvo)           | 2003 | Moonlight Video          | Original    |
| Sexual Analysis (Analisi sessuale, alt.)             | Andrea Lucci                              | 2003 | ATV                      | Original    |
| Venere in pelliccia (Venus in Furs)                  | Marzio Tangeri                            | 2003 | Pink’O                   | Original    |
| Virginie                                             | Martin Cognito                            | 2003 | Colmax                   | Original    |
| Anal Aliens                                          | David Stanley                             | 2004 | Vivid                    | Original    |
| Angelmania 5 (dirigida y protagonizada)              | Laura Angel                               | 2004 | Metro / Gonzo Video      | Original    |
| Best by Private 59: Cum Suckers                      | — (compilatorio Private)                  | 2004 | Private Media Group      | Compilación |
| Haulin' Ass                                          | Jim Powers                                | 2004 | Vivid                    | Original    |
| Private Life of Kate More                            | — (compilatorio Private)                  | 2004 | Private Media Group      | Compilación |
| Private: Best of the Best, 1997–2002                 | — (compilatorio Private)                  | 2004 | Private Media Group      | Compilación |
| Wardrobe Malfunction                                 | Jennifer James                            | 2004 | Vivid                    | Original    |
| You've Got Anal                                      | Chi Chi LaRue                             | 2004 | Vivid                    | Original    |
| MMV All Stars                                        | — (compilatorio MMV)                      | 2005 | Multi Media Verlag       | Compilación |
| Private Life of Sandy Style                          | — (compilatorio Private)                  | 2005 | Private Media Group      | Compilación |
| Private XXX 20: Angels of Sin                        | Varios (compilatorio Private)             | 2005 | Private Media Group      | Compilación |
| Anal Deluxe Anthology                                | — (antología Marc Dorcel)                 | 2006 | Video Marc Dorcel        | Compilación |
| Fluid Exchange Student                               | B. Skow                                   | 2006 | Vivid                    | Original    |
| La Mia Prima Voglia                                  | Renzo Reggi                               | 2006 | FM Video (Italia)        | Original    |
| Laura Angel Infinity (Very Best of Laura Angel)      | — (compilatorio Marc Dorcel)              | 2006 | Video Marc Dorcel        | Compilación |
| Male Is In The Czech                                 | Chi Chi LaRue                             | 2006 | Vivid                    | Original    |
| Rocco's Best Reverse Gangbangs                       | Rocco Siffredi                            | 2006 | Evil Angel               | Compilación |
| Sticky Pigtails                                      | Benny Profane                             | 2006 | Vivid                    | Original    |
| MMV Mega Stars                                       | — (compilatorio MMV)                      | 2007 | Multi Media Verlag       | Compilación |
| Black Cocks & White Asses                            | — (compilatorio Marc Dorcel)              | 2009 | Video Marc Dorcel        | Compilación |
| Marc Dorcel: 30th Anniversary Vol. 2                 | — (compilatorio Marc Dorcel)              | 2009 | Video Marc Dorcel        | Compilación |
| Rocco's Golden Gapes                                 | Rocco Siffredi                            | 2010 | Evil Angel               | Compilación |
| Cocksucking Valentines                               | — (DVD Dorcel)                            | 2012 | Video Marc Dorcel        | Compilación |
| German Anal Warfare 4                                | — (comp. Videorama/Sinister)              | 2014 | Videorama (Sinister TV)  | Compilación |
| German Anal Warfare 7                                | — (comp. Videorama/Sinister)              | 2014 | Videorama (Sinister TV)  | Compilación |
| German Fuck Factory 3                                | — (comp. Videorama/Sinister)              | 2014 | Videorama (Sinister TV)  | Compilación |
| Marc Dorcel: 35th Anniversary Encyclopedia A-B       | Varios (antología Dorcel)                 | 2014 | Video Marc Dorcel        | Compilación |
| Marc Dorcel: 35th Anniversary Encyclopedia J-K-L     | Varios (antología Dorcel)                 | 2014 | Video Marc Dorcel        | Compilación |